# Les Repôts
Les Repôts település Franciaországban, Jura megyében. Lakosainak száma 55 fő (2022. január 1.). Les Repôts Fontainebrux, Courlaoux, Beaurepaire-en-Bresse és Saillenard községekkel határos.

## Népesség
A település népességének változása:
| Lakosok száma | 29   | 29   | 29   | 30   | 53   | 55   | 52   | 54   | 55   | 55   |
|               | 1968 | 1982 | 1990 | 2006 | 2013 | 2015 | 2017 | 2019 | 2020 | 2022 |